# Mister Paraná 2015
Mister Paraná 2015 foi a 1ª edição do concurso de beleza masculino que selecionou o melhor candidato paranaense, dentre vários aspirantes ao título de diversas partes do Estado, para que este represente sua região e cultura no Mister Brasil 2015.  O concurso teve vez em um hotel anunciado pela organização na cidade de Umuarama, interior do Paraná. Foram mencionados nove candidatos, mas houve somente a indicação de um, Renan Marconi foi o vencedor e condecorado pelo seu antecessor, Natan Lorscheiter. O evento é realizado pela Agência e Studio Luci Lemes. 

## Resultados

### Colocações
| Colocação     | Município e Candidato       |
| Mister Paraná | - Apucarana - Renan Marconi |

## Candidatos
Os candidatos ao título deste ano: 